# سیارک ۱۱۴۲۳
سیارک ۱۱۴۲۳ (به انگلیسی: 11423 Cronin، نامگذاری:1999LT24) یازده هزار و چهارصد و بیست و سومین سیارک کشف شده‌است که در ۹ ژوئن ۱۹۹۹ کشف شد.
قدر مطلق سیارک برابر ۱۹.۵ است.